# Norman Triplett
Norman Triplett (1. října 1861, Illinois, USA – 1934, Manhattan, Kansas) byl americký psycholog a vědec na univerzitě v Indianě.
Jako první provedl sociálně-psychologický experiment nazývaný sociální facilitace, který spočívá ve vlivu okolní společnosti na výkon jedinců. Mezi nejznámější patří pokus, při kterém pozoroval cyklisty a zjistil, že při společné jízdě dosahují cyklisté lepších výsledků, než když jezdí každý sám. Později se zjistilo, že vliv jiných osob nemusí být jen v pozitivním smyslu, ale může dojít i k poklesu výkonu, tj. k sociální inhibici. Přítomnost dalších osob tak může mít pozitivní i negativní vliv na výkon člověka.

## Vzdělání
Vystudoval Perryho střední školu v Jacksonville, poté začal studovat univerzitu v Indianě. Po dokončení svého studia začal učit od roku 1889 do 1891 ve škole v New Berlin (Illinois). Od roku 1894 až do roku 1897 působil na Qiuncy High School v Illinois. V roce 1908 dokončil postgraduální studium na univerzitě v Indianě. Napsal práci Dynamogenics, která se stala také jeho diplomovou prací. Výzkum jeho práce byl proveden v laboratoři Williama Lowe Bryan. Později zamířil na Clark University ve Worcesteru v Massachusetts.
Získané tituly: MBA, Ph.D.

## Zajímavosti
Triplettovou vášní byla atletika, kde se také zrodil jeho zájem o soutěživost, kterou začal později i studovat. Ovlivnila ho též spolupráce s profesorem J. M. Rodhesem, když společně začali uvažovat o vybudování atletického stadionu s velkým hledištěm pro diváky a milovníky atletiky. Poté, co stavba v roce 1923 vyhořela, Triplett nebyl schopen dotáhnout výstavbu stadionu do konce. Ačkoli ho to zasáhlo, u příznivců sportu si vybudoval značný respekt a obdiv. Samozřejmě se i on sám věnoval své atletické kondici. Stal se prvním mužem v USA, který vyhrál zlatou medaili v běhu na 100 yardů, jenž zaběhl za 10 sekund.

## Experiment s dětmi
Vhodným objektem ke zkoumání jeho hypotéz byly děti. V určitém experimentu měly děti za úkol co nejrychleji namotat rybářský vlasec na naviják. Výsledkem byl fakt, že děti namotaly vlasec rychleji, když soutěžily s jinými dětmi, než když prováděly úkol samy. Tenhle pokus vytvořil fascinující linii výzkumů a poukázal na to, jak dokáže člověka a jeho individuální snažení ovlivnit přítomnost jiných lidí. Jde o pojem známý jako sociální facilitace.

## Soutěživost
Ke studiu soutěživosti Triplett vytvořil v laboratoři důmyslný přístroj, kde mohli dva lidé proti sobě soutěžit. Systém tohoto přístroje spočíval ve dvou rybářských cívkách zajištěných k podložce ve tvaru písmena Y, která byla připevněna k těžkému stolu. Konec cívky představoval kousek látky na vlasci, ten bylo zapotřebí namotat čtyřikrát co nejrychleji na cívku. Použitím těchto dvou cívek byl schopen porovnat výkon jednotlivce dělajícího úkol samostatně a výkon v konkurenci s jinou osobou. V soutěžení ve dvou byly také zjištěny viditelné příznaky povolené pro kontinuální srovnávání, umožňující předcházet sami sebe, tak jako když se dostane cyklista do tempa při tandemu. Časy byly měřeny stopkami, kymograf zaznamenával grafické výsledky. Tyto výsledky pak tvořily oficiální údaje v jeho práci.

## Metoda
Triplett začal se svým článkem v roce 1898 s detailním zaměřením se na výsledky z konkurenčních cyklistických závodů. Za tímto účelem se hodnotily oficiální záznamy z Racing Board of the League of American Wheelmen (výsledkové listiny ligy amerických cyklistů) ze sezóny v roce 1897, na nichž mohl porovnat časy ve třech různých disciplínách:
1. závody proti jiným,
2. simulované závody s časem, v němž se jediný jezdec snaží překonat rekord, ale má tu výhodu, že jede se skupinou dalších jezdců, kteří udávají tempo,
3. závody s časem, ve kterých se jediný jezdec snaží překonat rekord sám bez pomoci ostatních jezdců.

Výsledkem použité metody bylo to, že průměrné časy pro jednu míli byly rychlejší ve skupině 1. a 2., zatímco v 3. ne. Ve skutečných závodech došlo ke 26% zlepšení a v simulovaných k 23% zlepšení. Průměrný čas jízdy byl v 1.skupině 40 sekund, jízda ve 2.skupině stanovila průměrný čas na 34 sekund.
Triplettovy analýzy poskytují důležité hodnoty archivních údajů ze sportovních soutěží a mají značný význam pro pochopení dynamiky v různých sociálních studiích. Významnost Triplettova výzkumu se ještě posílila tím, že se zabýval neustálým sbíráním dalších a dalších dat.